# Stefan Hajduk

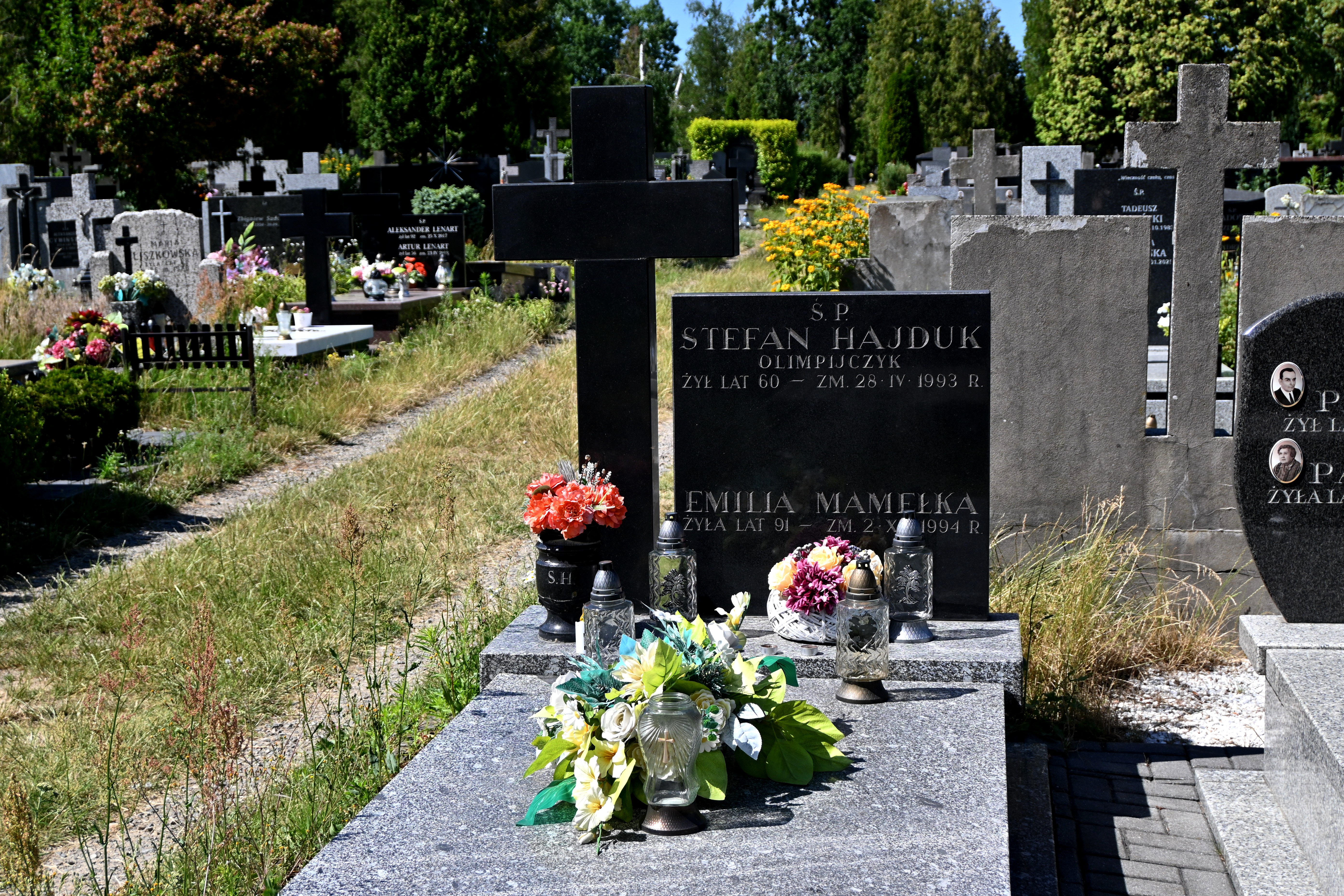
Grób Stefana Hajduka na cmentarzu komunalnym w Piasecznie

Stefan Hajduk (ur. 2 listopada 1933 w Eustachowie, zm. 28 kwietnia 1993 w Warszawie) – polski zapaśnik, trener, olimpijczyk z Rzymu 1960.
Zawodnik walczący w stylu klasycznym. Walczył w wadze muszej. Był mistrzem Polski w latach 1959-1962, 1964-1967. Zdobył również tytuł mistrza Polski w stylu wolnym (waga musza) w roku 1959.
Uczestnik mistrzostw świata w roku 1965, w których zajął 5. miejsce.
Na igrzyskach olimpijskich w 1960 roku zajął 10. miejsce w turnieju.
Po zakończeniu kariery zawodniczej podjął pracę trenera w Gwardii Warszawa, której był wcześniej zawodnikiem.
Został pochowany na cmentarzu komunalnym w Piasecznie (sektor E1, rząd 4, grób 1).